# Andrena basifusca
Andrena basifusca là một loài Hymenoptera trong họ Andrenidae. Loài này được Cockerell mô tả khoa học năm 1930.